# ماسااکی ساوانوبوری
ماسااکی ساوانوبوری (به انگلیسی: Masaaki Sawanobori) بازیکن فوتبال اهل ژاپن و عضو تیم ملی فوتبال ژاپن است که در تاریخ ۰۸ آوریل ۱۹۹۳ میلادی اولین بازی ملی‌اش را انجام داد. او در ۱۶ بازی ملی حضور داشت و آخرین بازی ملی خود را در تاریخ ۲۰ فوریه ۲۰۰۰ میلادی انجام داد. ماسااکی ساوانوبوری در بازی‌های ملی‌اش
۳ گل به ثمر رساند.